# Felix Bidembach der Ältere

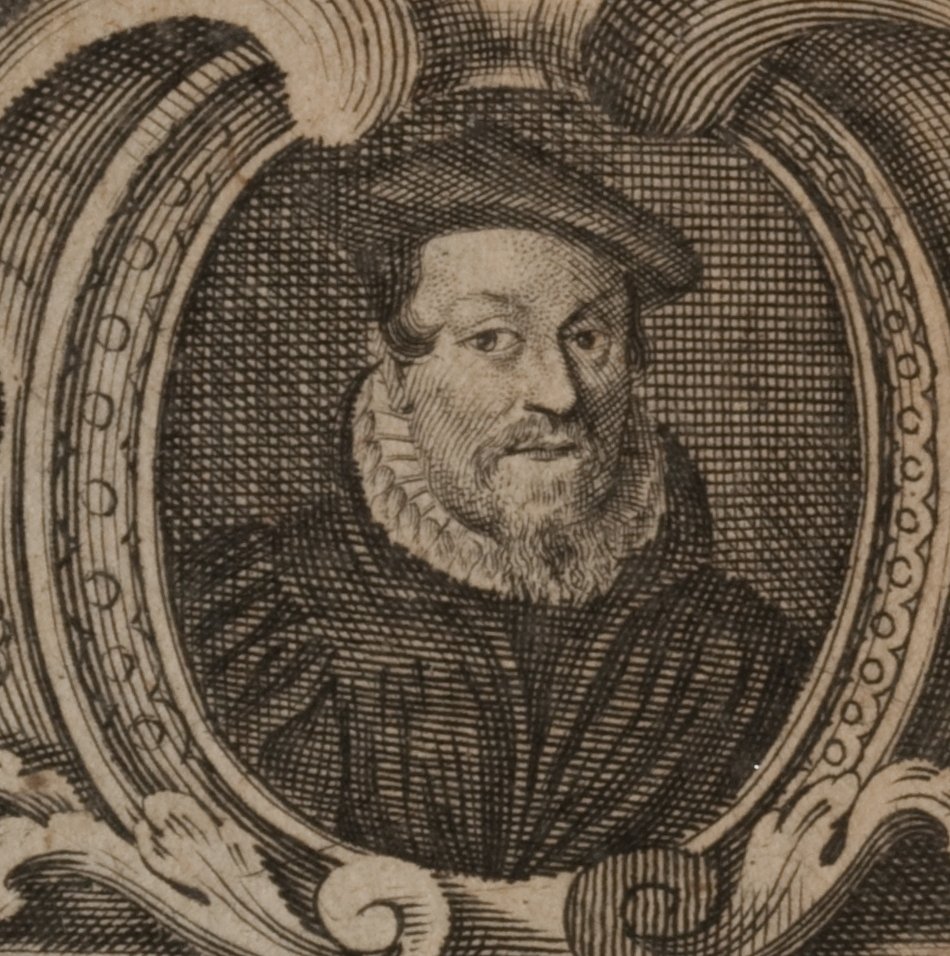
Porträt Felix Bidembachs auf der Titelseite von Manuale ministrorum ecclesiae.

Felix Bidembach der Ältere (* 8. September 1564 in Stuttgart; † 7. Januar 1612 in Bebenhausen; auch Felix Bidenbach) war ein deutscher evangelischer Theologe und Geistlicher.

## Leben
Felix Bidembach wurde am 8. September 1564 in Stuttgart dem Pfarrer Wilhelm Bidembach als Sohn geboren und studierte seit dem 5. Februar 1578 an der Universität Tübingen. Dabei hatte er ein Stipendium erhalten, da er seinen Vater bereits in frühen Jahren verlor. 1586 wurde er Diakon in Waiblingen und führte diese Tätigkeit ab 1590 in Stuttgart fort. 1592 berief man ihn sowohl in den herzoglichen Rat als auch in den Kirchenrat. Im Jahr 1604 promovierte er zum Doktor der Theologie. 1606 bis 1608 war er auch Abt des Klosters Adelberg, danach Abt des Klosters Maulbronn und wurde auch Generalsuperintendent. Bidembach nahm auch am Regensburger Religionsgespräch 1601 statt. Er verstarb am 7. Januar 1612 in Bebenhausen an einem Schlaganfall, den er während eines amtlichen Besuches erlitt.
In seinem 1603 erschienenen Werk Manuale ministrorum ecclesiae schreibt er zur Überwindung der Melancholie, es ist als Handbuch an Geistliche gerichtet. Bidembachs Vater sowie Onkel litten an Melancholie, er selbst deutete sie als Anzeichen des bevorstehenden Todes.

## Werke

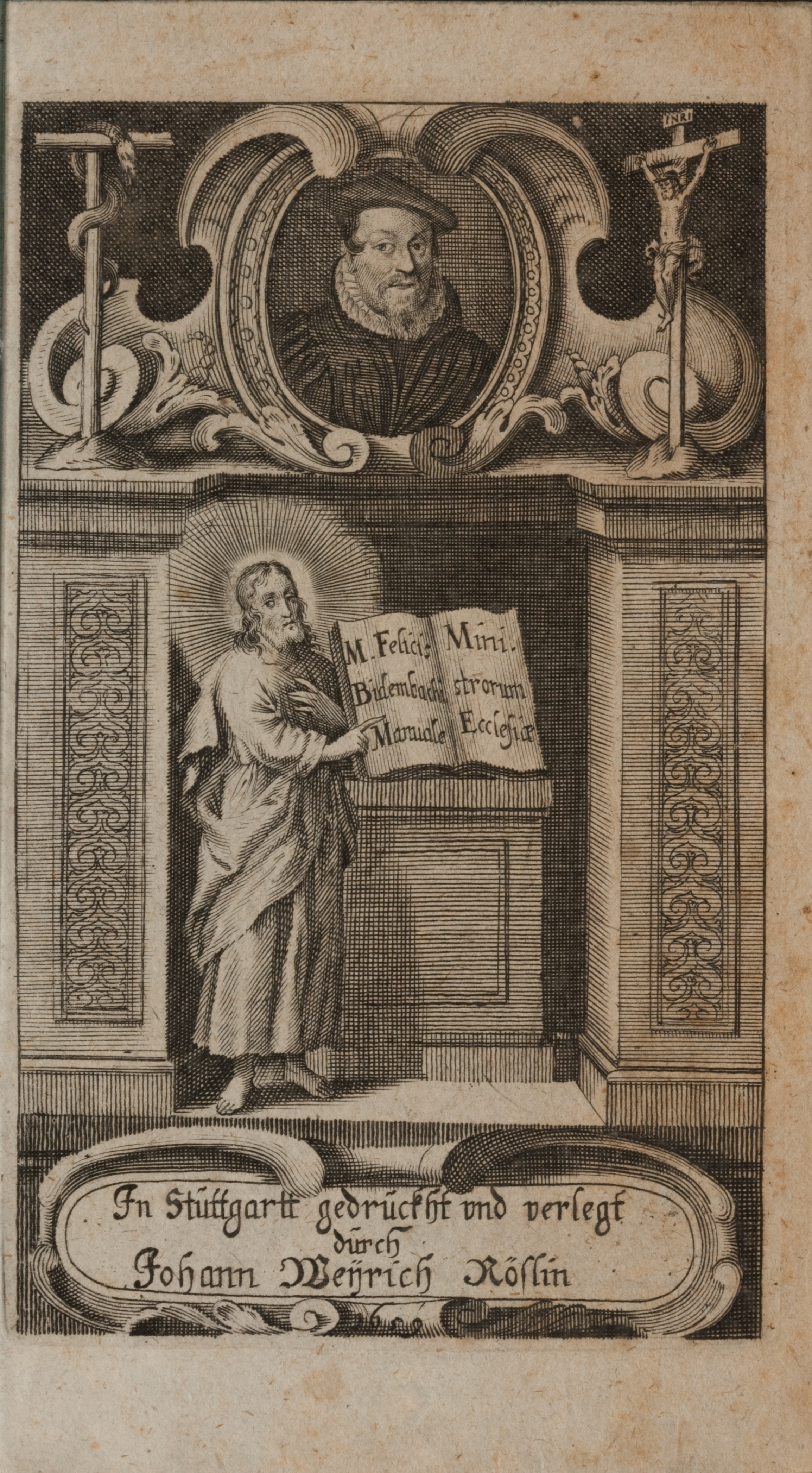
Titelseite von Manuale ministrorum ecclesiae

- Concionum Poenitentialium et Praeparatoriarum, quae ad dignam coenae Dominicae percetionem, eiusdem celebrationi, in Vigiliis Festorum atque aliis, praemitti debent. Classes VII, Pro tyronibus in ministerio ecclesiarum ducatus Wirtembergici. Autoribus Fratribus Bidembachius (Tübingen 1616)
- Kurtzer Bericht, Wie mit Kranken vnd Sterbenden zu handlen (1613)
- Consiliorum Theologicorum Decas […], I–X, Decas IX und X hg. von Johann Moritz Bidembach (Tübingen 1605–1621; weitere Ausgaben, u. a. Frankfurt am Main 1607–1614)
- De Causis matrimonialibus Tractatus brevis Theologicus […] conscriptus per Felicem Bidembachium (Frankfurt am Main 1608)
- Homiliae in Libros REgum, verfasset durch Balthasar Bidembach […] zum Truck zugerichtet durch Felixen Bidembach (Tübingen 1604)
- Manuale ministrorum ecclesiae. Handbuch […] für die junge angehende Kirchendiener im Herzogthumb Würtemberg (Tübingen 1603)
- Promptuarium connubiale: Hoc est thematum biblicorum, sive sententiarum sacrae scripturae talium, quae in Festivitatibus Nuptiarum pro Concione tractari possunt […] per Felicem Bicembachium (Tübingen 1605)
- Promptuarium exequiale (Frankfurt am Main 1610)
- Der Psalter Davids sampt der Außlegung durch Lucam Osiandrum in Lateinischer Sprach verfertigt, nun aber verteutscht durch Felix Bidembach (Tübingen 1595)
- Thesaurus Wirttembergicus (verschollen)